# Мала академія наук України
| Загальна інформація     | Загальна інформація                                             |
| ----------------------- | --------------------------------------------------------------- |
| Країна                  | Україна                                                         |
| Штаб-квартира           | 04119, Київ, вул. Дегтярівська, 38-44                           |
| Відповідальний директор | Оксен Лісовий, лауреат Державної премії України в галузі освіти |
| man.gov.ua              |                                                                 |

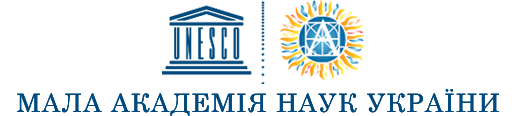
Логотип Малої академії наук України

Мала́ Акаде́мія нау́к Украї́ни — освітня система, яка забезпечує організацію і координацію науково-дослідної діяльності учнів, створює умови для їх інтелектуального, духовного, творчого розвитку та професійного самовизначення, сприяє нарощуванню наукового потенціалу країни.

## Історія
20–30-ті роки XX ст. — початок формування гуртків, на заняття яких запрошувались вчені, що залучали дітей до експериментальної, дослідницької, пошукової роботи у різних галузях знань.
1939 рік — звернення Академії наук України щодо підтримки роботи з талановитими дітьми та учнівською молоддю — членами наукових гуртків.
1947 рік — початок роботи першого наукового товариства учнів (НТУ) — «Товариства науки і техніки школярів» у м Києві.
1950 рік — проведення в м. Києві першої учнівської науково-практичної конференції.
1960–90-ті роки — створення малих академій наук учнівської молоді та наукових товариств учнів у різних регіонах України
2000 рік — рішення Президії Національної академії наук України «Про підвищення ролі Національної академії наук України в роботі з творчою молоддю» і призначення С. Довгого президентом МАН.
2004 рік — створений Позашкільний навчальний заклад Мала академія наук учнівської молоді, на який були покладені функції організаційно-методичного керівництва дослідницько-експериментальною діяльністю учнів та завдання зі створення мережі регіональних підрозділів.
Лютий 2010 року — заклад реорганізовано в Український державний центр «Мала академія наук України» Міністерства освіти і науки України та Національної академії наук України.
Квітень 2010 року — Державною програмою економічного і соціального розвитку України на 2010 рік Український державний центр «Мала академія наук України» визнано закладом, на базі якого створюється загальнодержавна система пошуку і підтримки обдарованих дітей.
Вересень 2010 року — відповідно до Указу Президента України, Українському державному центру «Мала академія наук України» надано статус національного і перейменовано у Національний центр «Мала академія наук України».
2015 рік — Закон України «Про наукову та науково-технічну діяльність» визначає Малу академію наук України як мережу формування інтелектуального капіталу нації та виховання майбутньої наукової зміни. МАНУ має забезпечувати дослідницько-експериментальну, наукову, конструкторську, винахідницьку та пошукову діяльність творчої молоді України.
2018 року діяльність МАН одержала світове визнання: Мала академія наук України отримала статус Центру наукової освіти II категорії під егідою ЮНЕСКО. Відповідне рішення було одноголосно прийняте на 39-й сесії Генеральної конференції ЮНЕСКО. МАН — перша і єдина в Україні освітня структура, що має такий престижний статус. Це надає ексклюзивні можливості для сотень тисяч дітей і педагогів, сприяє формуванню позитивного іміджу України на міжнародній арені та розвитку освітньої дипломатії.
У вересні 2018 року Мала академія отримала статус Академії Copernicus . Ця мережа об'єднує 37 країн і спрямована на популяризацію програми Європейського Союзу зі спостереження за Земною поверхнею. Україна стала однією з перших країн — не членів ЄС, яка увійшла до цієї поважної організації. Статус Академії Copernicus відкриває українським школярам і дослідникам доступ до даних 29-ти європейських супутників, дає можливість брати участь у міжнародних заходах у сфері дистанційного зондування Землі.

## Членство
Члени МАН отримують статус слухачів, кандидатів і дійсних членів:
- Слухачами можуть стати всі охочі учні 6–11 кл. загальноосвітніх і професійно-технічних навчальних закладів, які виявляють цікавість до наукової діяльності, хочуть одержати додаткові знання в окремих галузях науки та беруть участь у роботі секції чи гуртка.
- Кандидатами стають учні гуртків, секцій, які виявляють здібності до поглибленого вивчення наукових дисциплін поза шкільною програмою, схильні до проведення наукових досліджень, технічної творчості та виступають на конференціях, виставках, є призерами олімпіад.
- Дійсними членами стають кандидати, які мають самостійні наукові праці та навчаються в наукових гуртках і секціях не менше 2-х років.